# 金恺大道
金恺大道是中国广东省惠州市的一条主干道路，连接惠城区与仲恺高新区，全长3.1千米，宽35米，于2018年11月19日通车。

## 概述及沿革
金恺大道为第二条连接惠城区与仲恺高新区的主干道，东起金榜路，西至惠风七路与四环南路（在建）交叉口，中间设置一条隧道穿越山脉。全线双向6车道，设计时速为60千米/小时（隧道部分为50千米/小时）。
2010年6月，仲恺高新区管委会向惠州市有关部门提出了修建金恺大道的建议。彼时，作为连接惠城区与仲恺高新区的唯一交通干道的仲恺大道已超负荷运行数年，加之莞惠城际轨道交通施工方需大幅占用该道路进行施工，导致仲恺大道及周边道路交通挤塞状况日益加剧。时任中国共产党仲恺高新区委员会书记钟一尔认为，增派警力、修补破损路面及对车辆实施分流只能暂时缓解仲恺大道的交通阻塞状况，并主张“只有修建金恺大道，才能真正解决仲恺大道塞车问题”。
2012年2月24日，惠州市住房和城乡建设规划局公布《惠州市金恺大道道路工程规划》（草案）。在该草案中，金恺大道全长3.1千米，宽32米，设计时速为60千米/小时。仲恺端与惠风七路对接，并以部分互通立交形式与四环南路（时称“南大道”）交汇；惠城端与金榜路交汇，并提供了全平面渠化灯控及金榜路主线下穿与平面渠化灯控结合等两种方案。道路中途设一座全长约920米的独立双洞隧道（即金恺隧道）及4条总长476米的主线桥，另有一段31米的道路下穿惠大铁路。道路原计划于2012年动工兴建，但直至2014年，该道路才开始进行征地拆迁工作，引起市民对该工程能否如期施工的忧虑。
2016年3月23日，针对金恺大道工期延误的问题，惠州市公用事业管理局局长陈国强在接受当地传媒采访时，承认该道路征地拆迁及资金方面出现问题，并指会将该年的工作重点放在项目协调建设上。道路最终于该年8月开工，并与该月月底完成金榜路至金山河段的土方工程及金山河至拟建隧道惠城端已完成土地交接部分的表面清理工作。
2017年9月底，金恺隧道完成约一半的进洞挖掘工作量。2018年1月26日，金恺隧道两洞均已挖掘进洞880米，四座主线桥主体结构完工。6月23日，金恺隧道全线贯通。
2018年7月3日，惠州市住房和城乡建设规划局发布《惠州市区综合交通规划 （2018-2035）》（草案），将该道路纳入“八横七纵二连接”快速路骨架内，与智慧大道、幸福大道、惠风七路、三环南路及新乐路共同构成其中一条横向快速路。
2018年11月19日早上6时，金恺大道开放车辆通行。
2018年11月27日，配合仲恺大道惠环段部分围蔽施工，原由惠城区经仲恺大道至仲恺高新区的所有公交线路均临时改经金恺大道进入仲恺，由仲恺返回惠城则不受影响。这意味着金恺大道开始提供公共交通服务。2019年1月1日，原临时取道金恺大道前往仲恺的11路正式改为双向行走金恺大道。
2021年1月11日，惠州市交通运输局发布《惠城中心区快速进出城交通详细规划》（公示稿），将该道路纳入“两环十射”快速通道系统内，成为10条放射线的其中一条。

## 沿途信息

### 主要交汇道路
- 金榜路
- 古塘坳大道
- 四环南路（在建）、惠风七路

### 行经公共交通
| 公交站名     | 行经路线 | 备注               |
| ------------ | -------- | ------------------ |
| 立新一村路口 | 11、45   | 11路仅停靠西行站台 |

## 附属工程

### 金恺隧道
金恺隧道为金恺大道的一部分，为独立双洞隧道，与金恺大道一同启用。隧道左线（仲恺往惠城）长935米，右线（惠城往仲恺）长925米，是惠州市最长的位于市政道路上的隧道。

## 争议事件
2019年1月，有市民反映金恺隧道未设置非机动车道，使得利用该隧道的助力车、自行车需占用右线行驶，存在安全隐患。而利用该隧道的助力车、自行车骑士则认为隧道需设置非机动车道。对此，惠州市住房和城乡规划建设局市政规划科回应称，基于安全及工程成本方面之考虑，金恺隧道尚无设置慢行系统的计划；至于日后是否设置非机动车道及人行道，则待各条连接惠城区与仲恺高新区的主干通道全数开通，且交通流量相对稳定后再议。